# Železniční trať Sokolov–Zwotental
Železniční trať Sokolov–Zwotental (v jízdním řádu pro cestující označená číslem 145) je trať, která vede ze Sokolova přes Kraslice do stanice Zwotental v Německu. Jednokolejná regionální trať vede podél řeky Svatavy, prochází jedním tunelem.
Pravidelnou osobní dopravu provozuje v českém úseku GW Train Regio. Z Německa do Kraslic zajíždějí soupravy Vogtlandbahn německého železničního dopravce Die Länderbahn.

## Historie
Regionální trať byla vybudována jako jeden z posledních úseků privátní společnosti Buštěhradské dráhy. Koncese (list povolení) na stavbu byla udělena 30. října 1873. Dokument podepsaný císařem Františkem Josefem I. byl však v Říšském zákoníku zveřejněn s více až půlročním zpožděním. Jedním z hlavních poslání dráhy bylo napojení na saské dráhy ve společné stanici Klingenthal.
Ještě předtím, dne 31. července 1871, podepsala Buštěhradská dráha smlouvu s důlní společností Johanna Davida Starcka, na základě které byla vystavěna vlečka z Falknova (dnes Sokolov) k dolu Josef I. Část této vlečky byla využita při stavbě trati. Během dvou let byly dokončeny práce na trati a 1. června 1876 zahájen provoz na 21 km dlouhém úseku z Falknova do Dolních Kraslic (dnešní zastávka Kraslice-předměstí). Pro neshody se saskou stranou ohledně umístění přechodové stanice byla trať provizorně ukončena ještě pod Kraslicemi. Tato stanice byla na dalších více než deset let stanicí konečnou. Na saské straně dorazil do Klingenthalu první vlak v roce 1875. Teprve v roce 1884 došlo k dohodě, podle níž se přechodovou stanicí stal saský Klingenthal. Buštěhradská dráha chtěla zřídit definitivní kraslické nádraží v místě provizorního pod Kraslicemi. Záměr však narazil na odpor kraslické radnice a místních podnikatelů. Bylo požadováno, aby bylo vybudováno nové nádraží blíže městu. Nové nádraží (od roku 1936 Hlavní nádraží, od roku 1961 jen Kraslice) bylo předáno do provozu spolu s úsekem do Klingenthalu. Provoz na novém 6,9 km dlouhém úseku z Dolních Kraslic do Klingenthalu byl slavnostně zahájen 1. října 1886.
Trať zpočátku sloužila především k exportu sokolovského uhlí a českých hudebních nástrojů. V 90. letech 19. století byly na dráhu napojeny dva průmyslové závody, 4 km dlouhá vlečka vedla ze železáren v Rotavě, krátká vlečka do sklárny v Oloví. Podle jízdního řádu z roku 1899 jezdilo na trati denně ve směru do Klingenthalu pět smíšených vlaků s osobními a nákladními vozy, v opačném směru šest vlaků.
Po vzniku Československa v roce 1918 došlo k zestátnění, odkoupení movitých i nemovitých věcí Buštěhradské dráhy a trať se stala 1. ledna 1923 součástí ČSD.
Na základě Mnichovské dohody bylo české pohraničí postoupeno Německu a trať přešla pod správu Německých říšských drah v Drážďanech. V průběhu druhé světové války se měnil charakter provozu. Místo dieselových jednotek byly nasazeny parní, nafta byla za války potřeba jinde. Na trati se začaly objevovat transporty vězňů a vojenských zajatců. Těsně před koncem války se podařil v úseku mezi Klingenthalem a Kraslicemi Arnoštovi Lustigovi útěk z transportu. Útěk se stal námětem řady publicistických prací. Od 15. dubna 1945 byl provoz na trati zastaven, pravidelný provoz byl obnoven 22. června 1945, ovšem jen na území Československa.
Počátkem 50. let 20. století byly na trati zřízeny dvě nové zastávky – zastávka Podlesí u Svatavy (roku 1961 přejmenována na Svatava zastávka) a zastávka Luh u Svatavy, tři zastávky byly uzavřeny. Jednalo se o zastávky Zelená Hora, Hraničná škola a Hraničná. Po zastavení provozu sloužil pohraniční úsek po určitou dobu k odstavování nákladních vagónů, poté pustnul a zarostl zelení.
V průběhu 1. pololetí roku 1992 se začaly objevovat informace o uvažovaném zrušení vedlejších tratí ČSD. Mezi kandidáty na zrušení figurovala rovněž trať ze Sokolova do Kraslic.
Po dlouhých jednáních mezi kraslickou radnicí a ředitelstvím ČSD došlo k vykácení stromů a doplnění chybějících kolejnic v příhraničním úseku. Dne 28. října 1994 vyjel po více než 42 letech první osobní vlak z Kraslic k německé hranici.
V letech 1995 až 1997 probíhala jednání o znovuobnovení dopravy na území Německa. V prosinci 1997 se rozhodlo a v únoru 1998 schválilo pronajatí trati společnosti Viamont. Dne 18. července 1998 byla otevřena nová zastávka Kraslice-Pod vlekem.
Roku 2000 vrcholily stavební práce pro propojení české a německé části trati a 28. května 2000 přijel na kraslické nádraží vlak z Klingenthalu, v prosinci 2000 byl zahájen trvalý provoz. Od 10.  července 2003 zajíždí vlakové jednotky RegioSprinter z Zwickau do Sokolova.
V objektu bývalé nádražní restaurace došlo dne 29. května 2010 k otevření Muzea Kraslické dráhy, dne 3. října 2014 byla na budově kraslického nádraží odhalena pamětní deska spisovatele Arnošta Lustiga.

## Fotogalerie

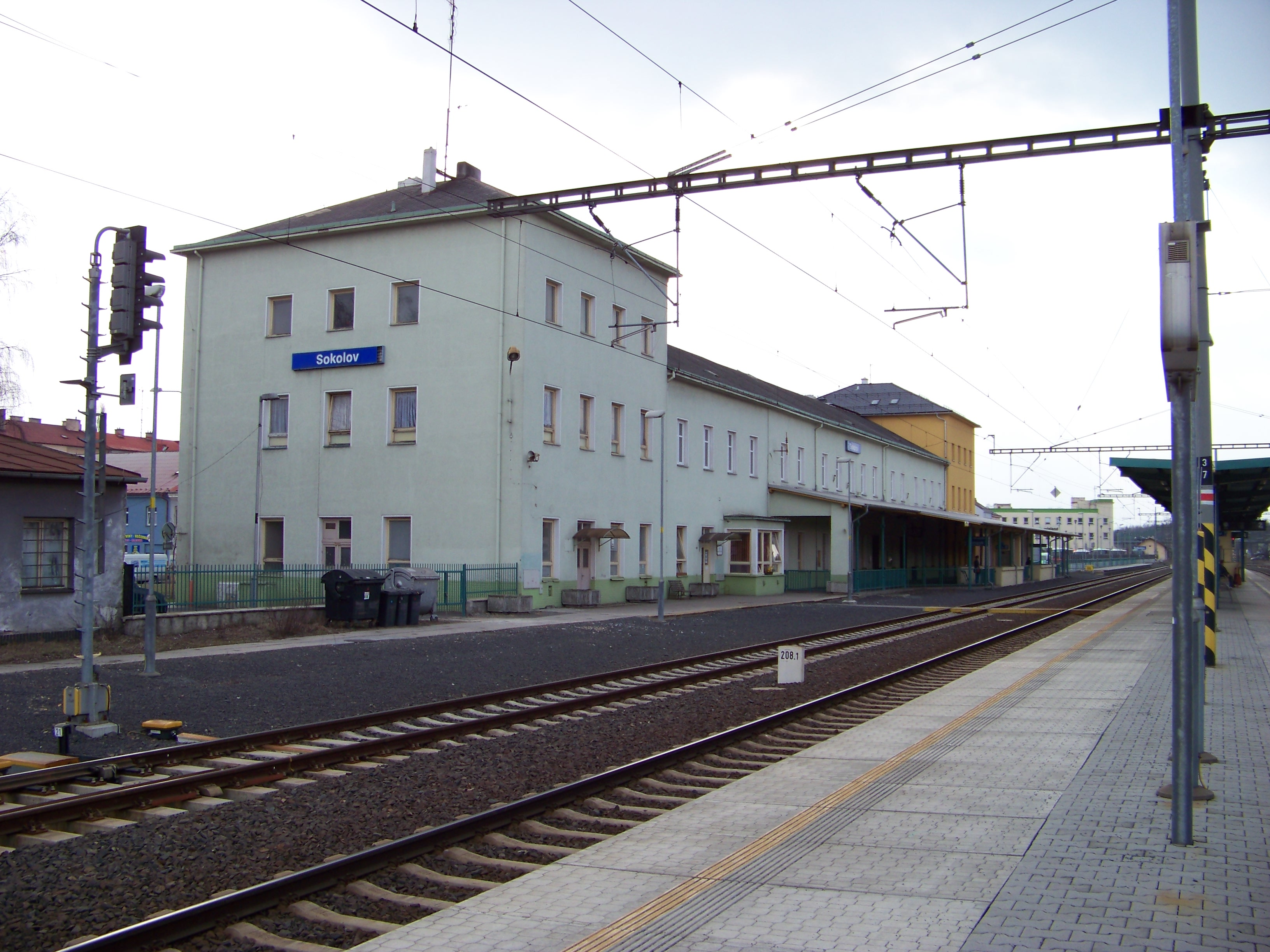
Sokolov
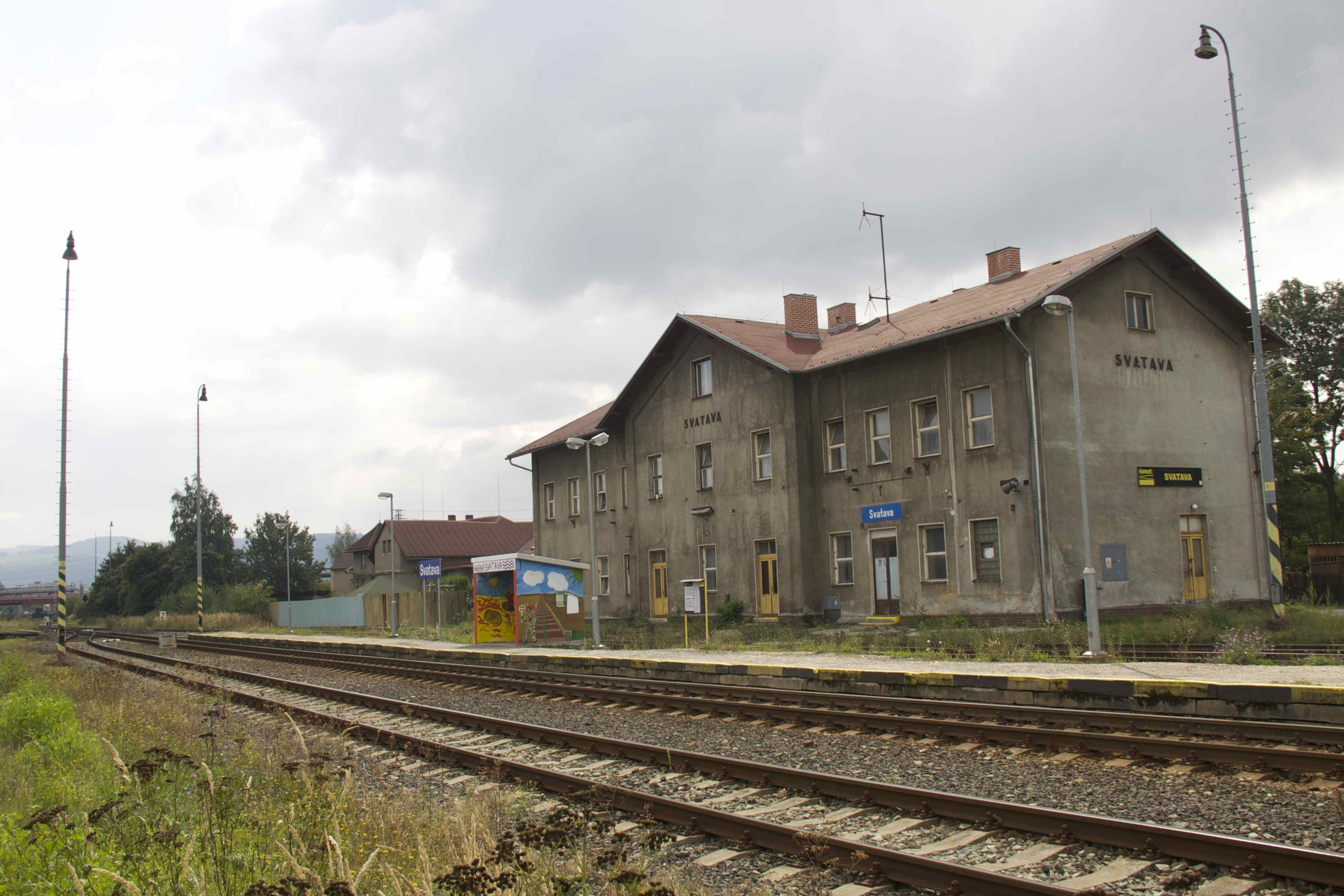
Svatava
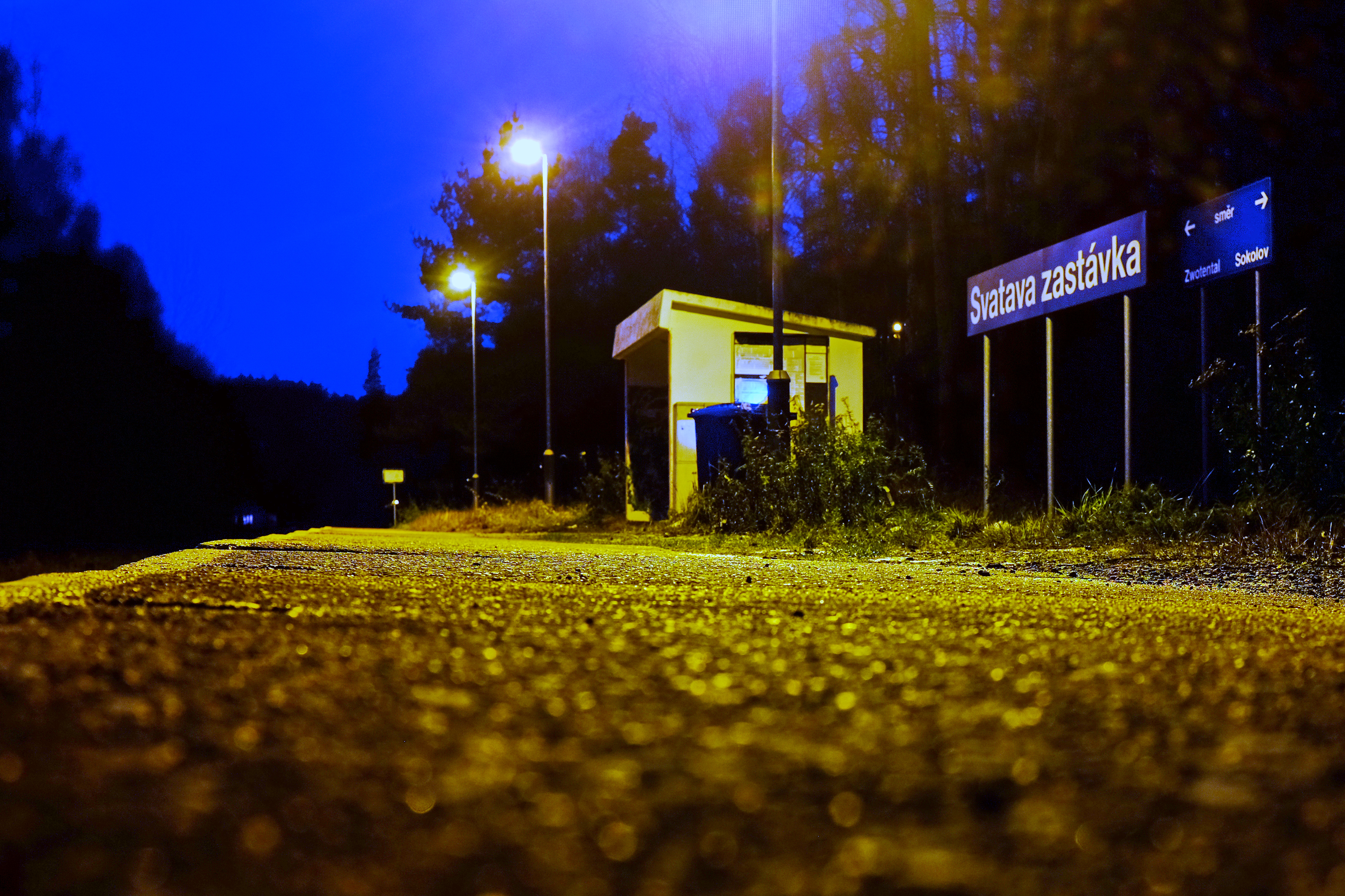
Svatava zastávka
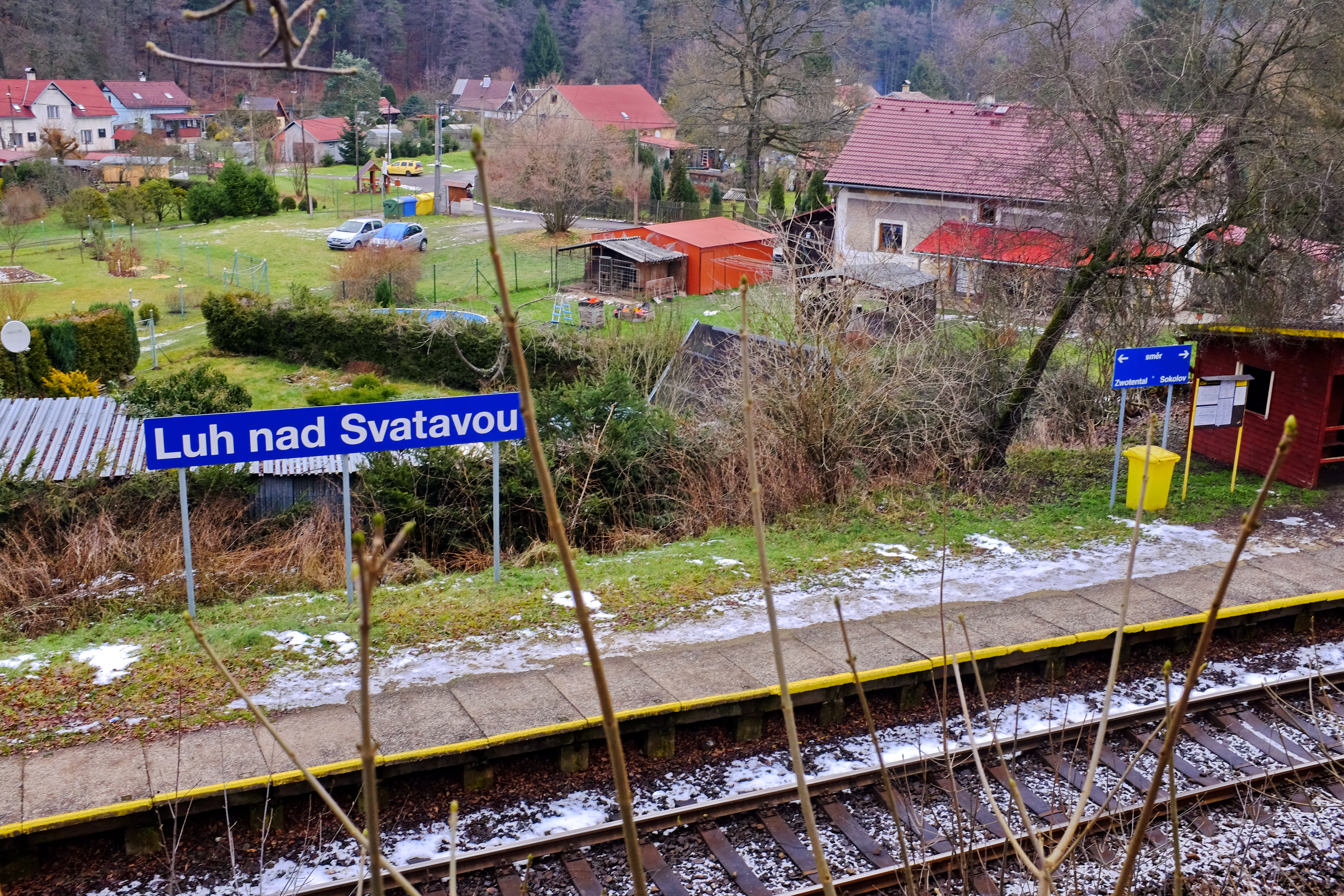
Luh nad Svatavou
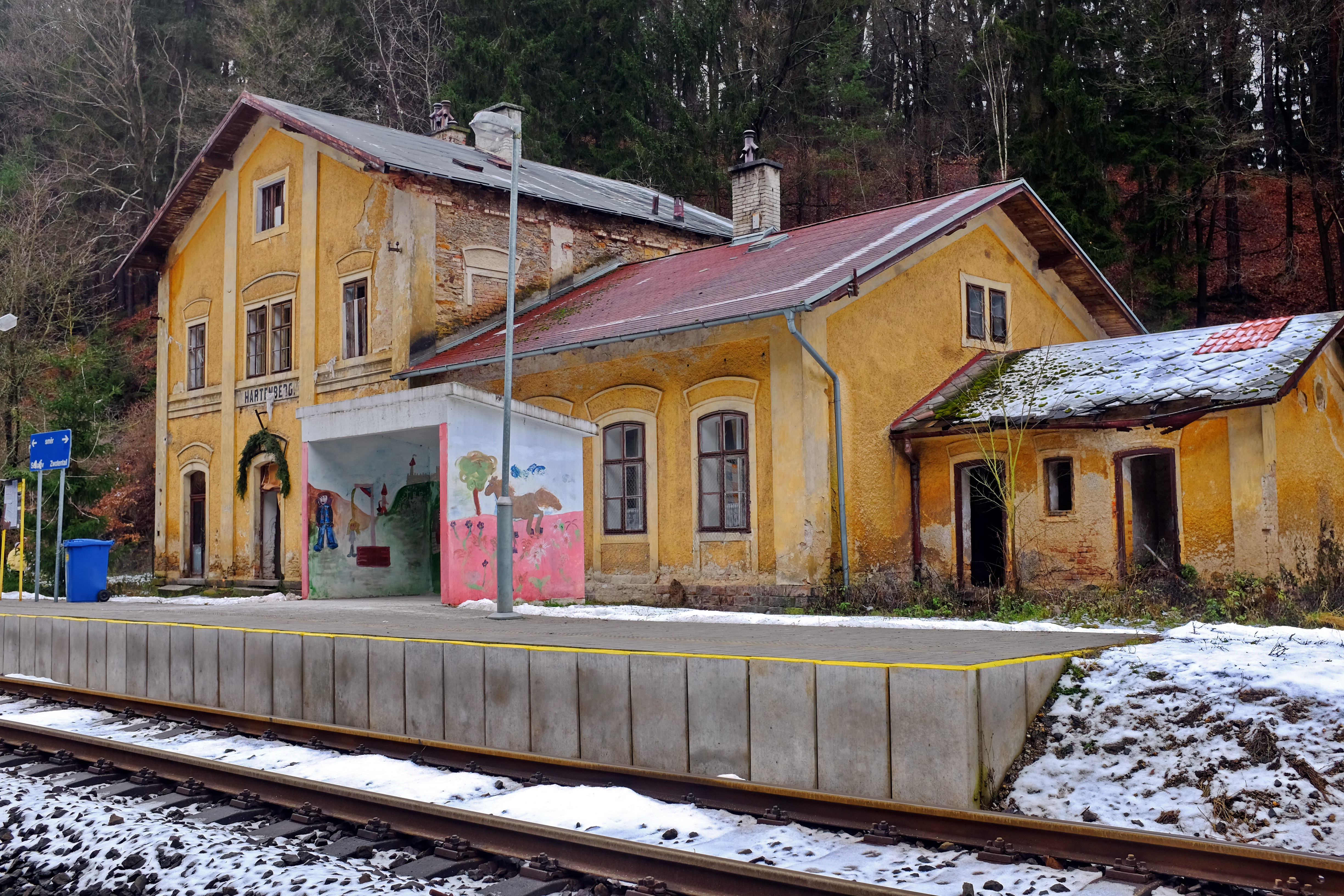
Hřebeny
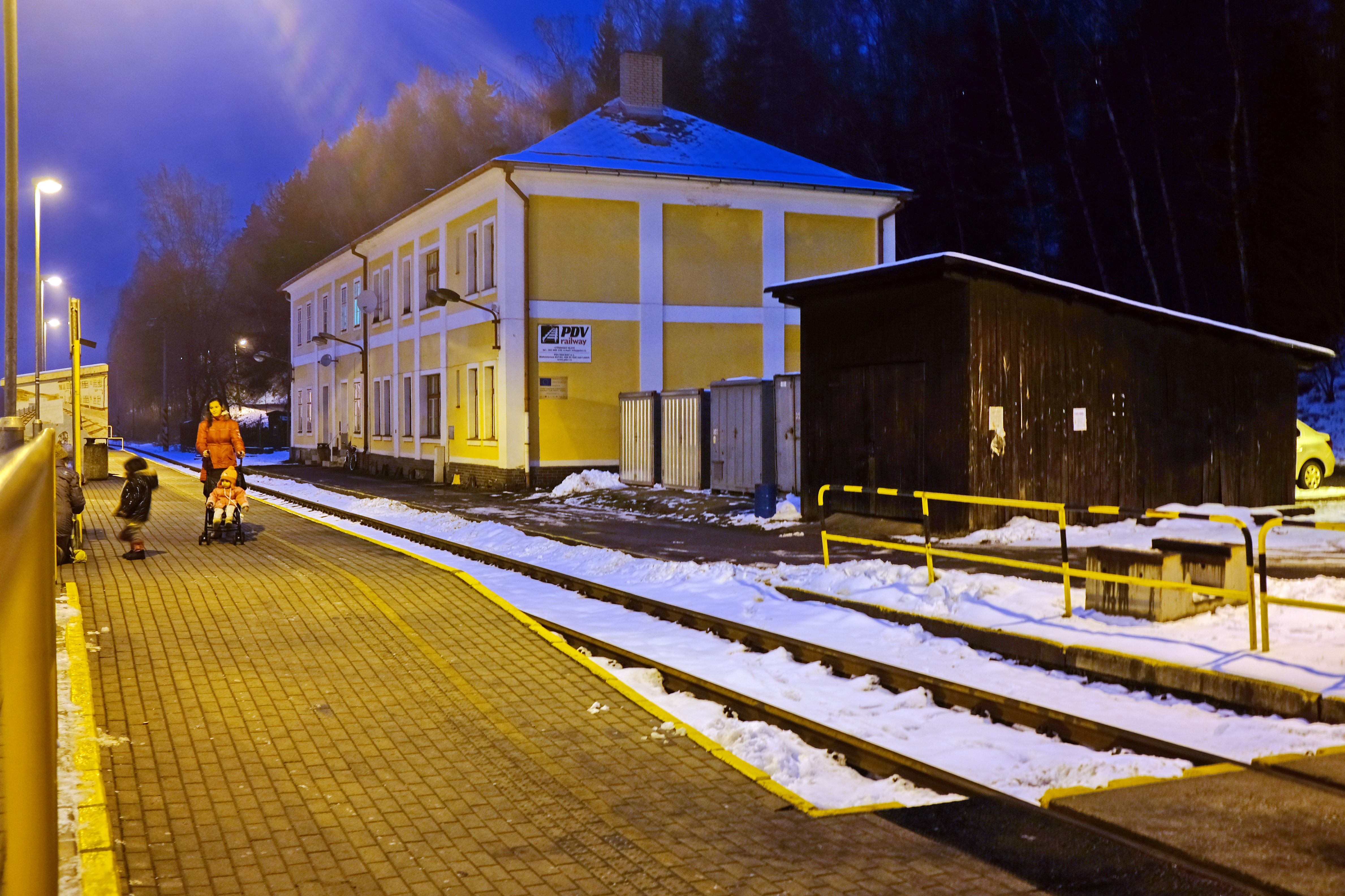
Oloví
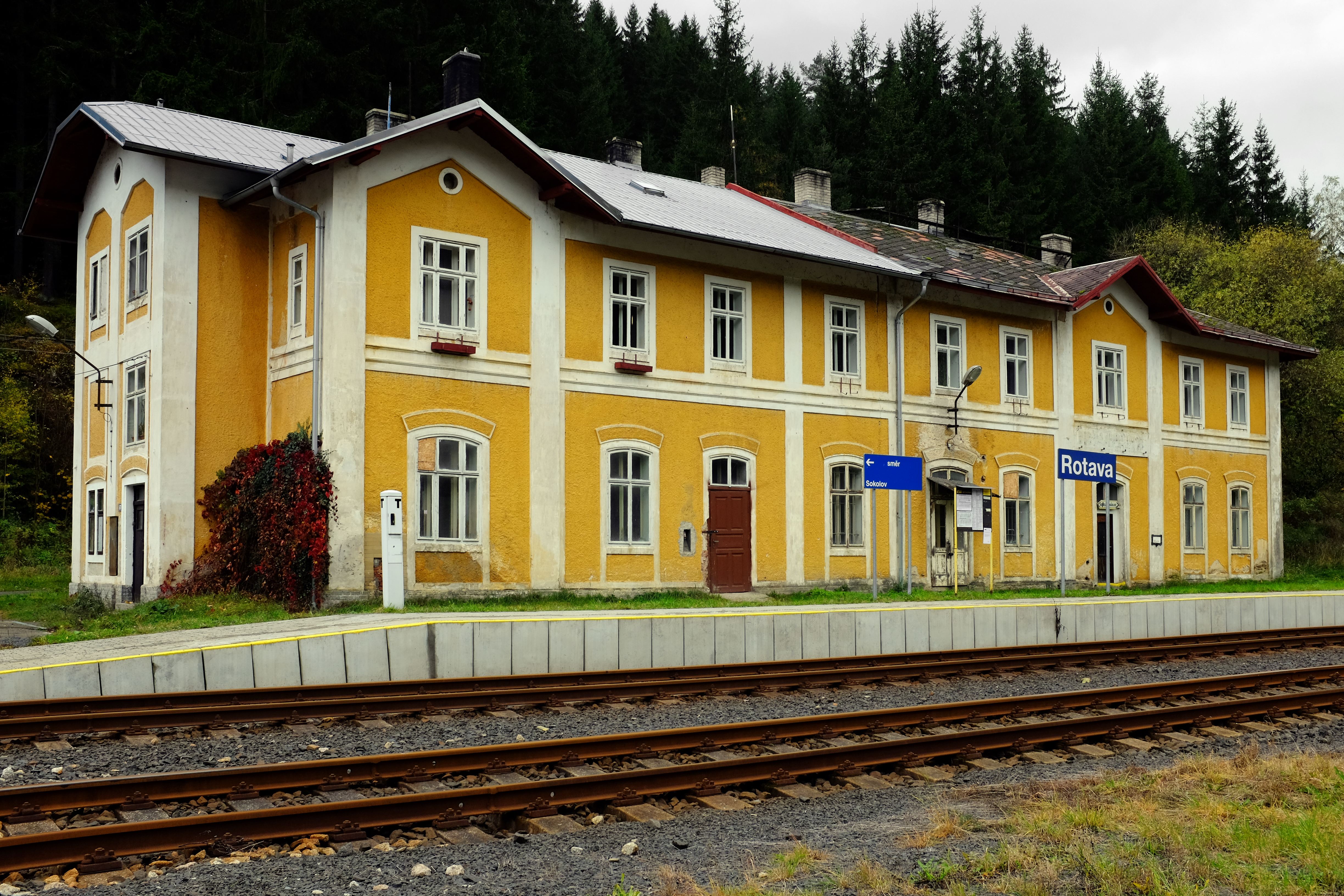
Rotava
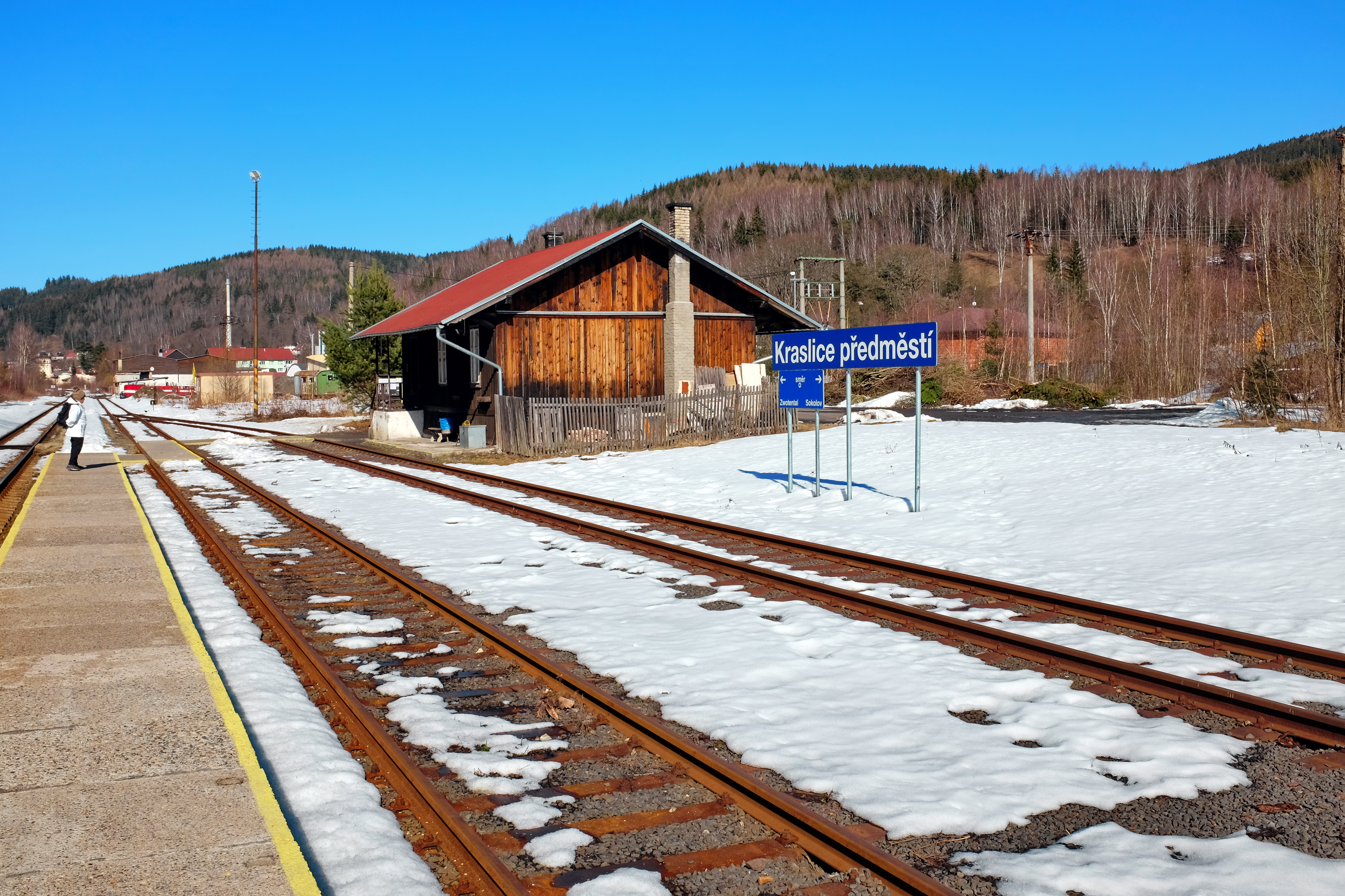
Kraslice předměstí
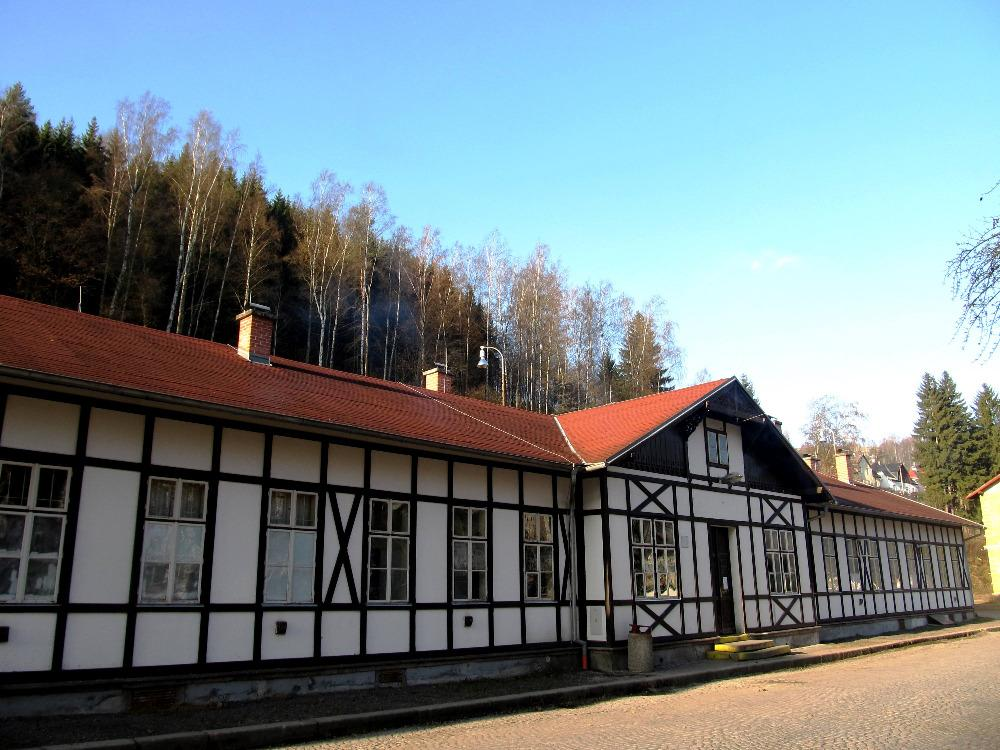
Kraslice
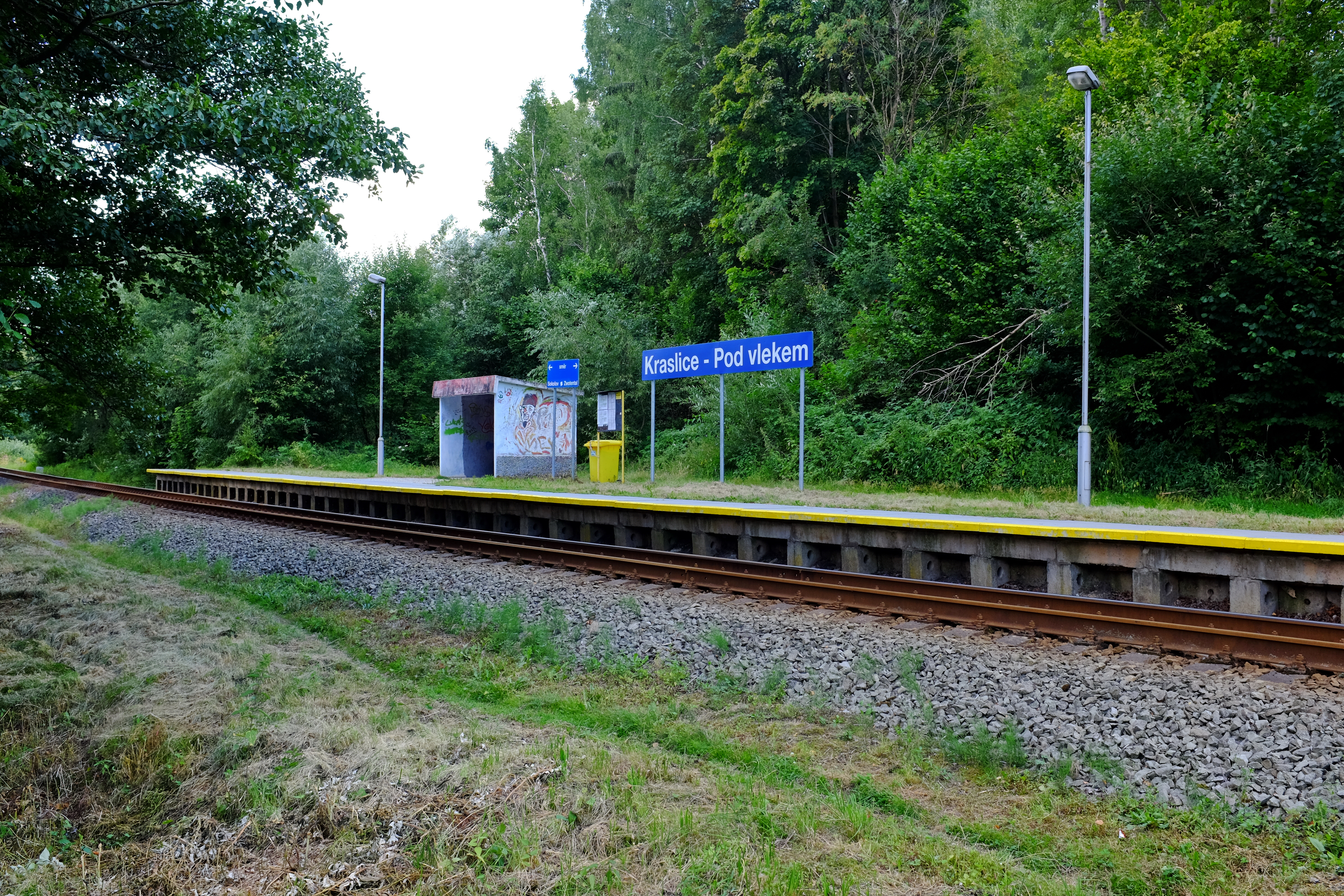
Kraslice-Pod vlekem
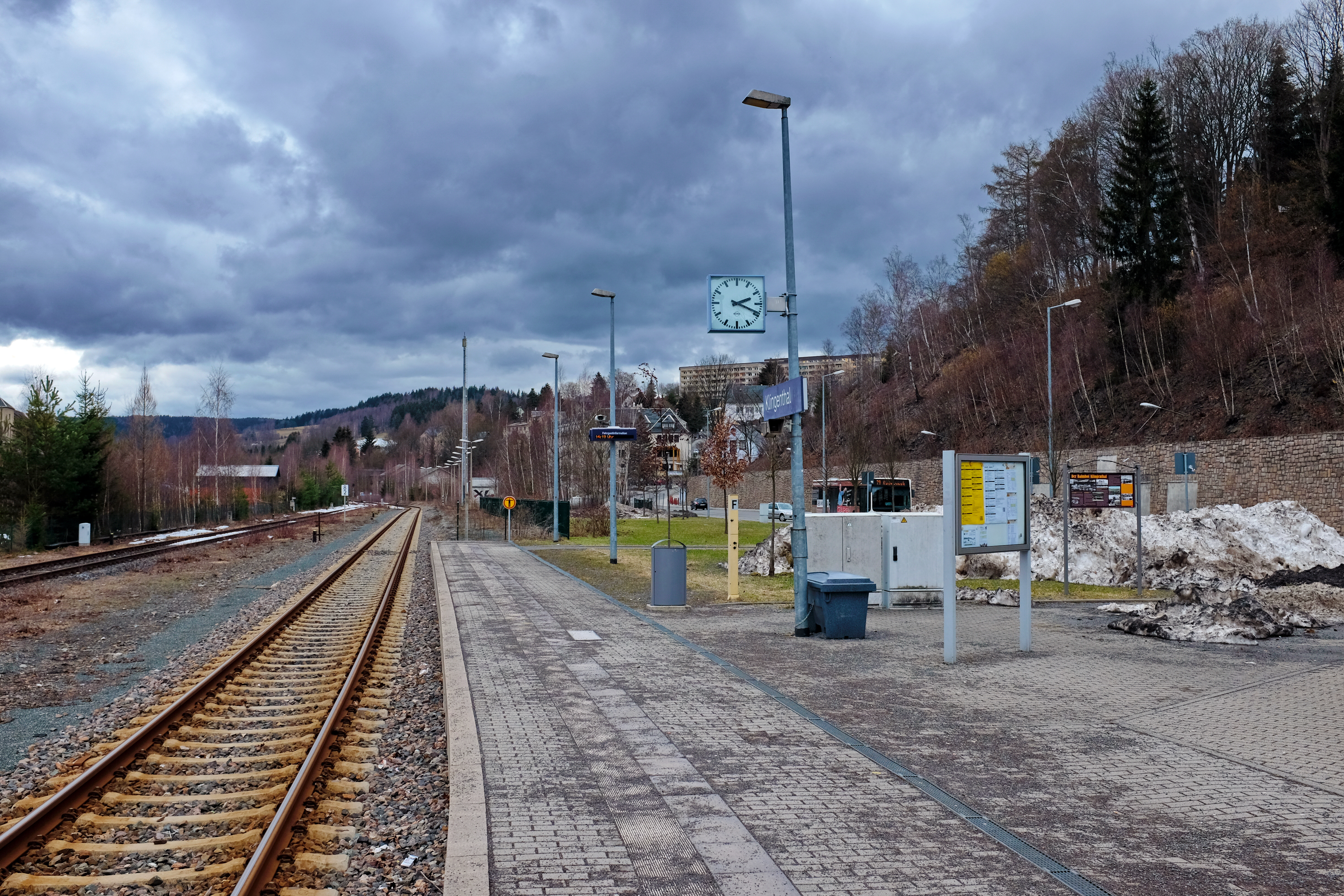
Klingenthal
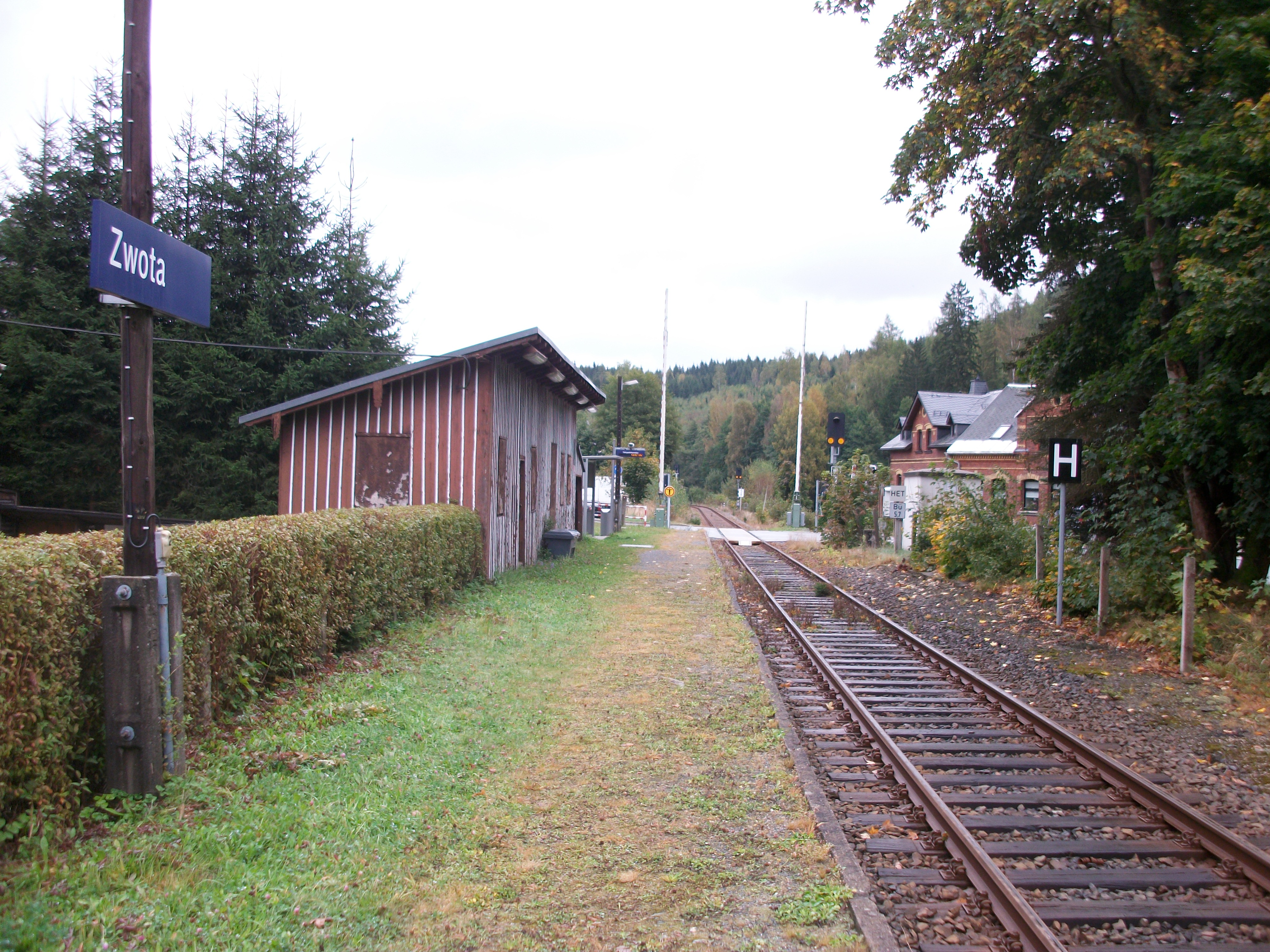
Zwota
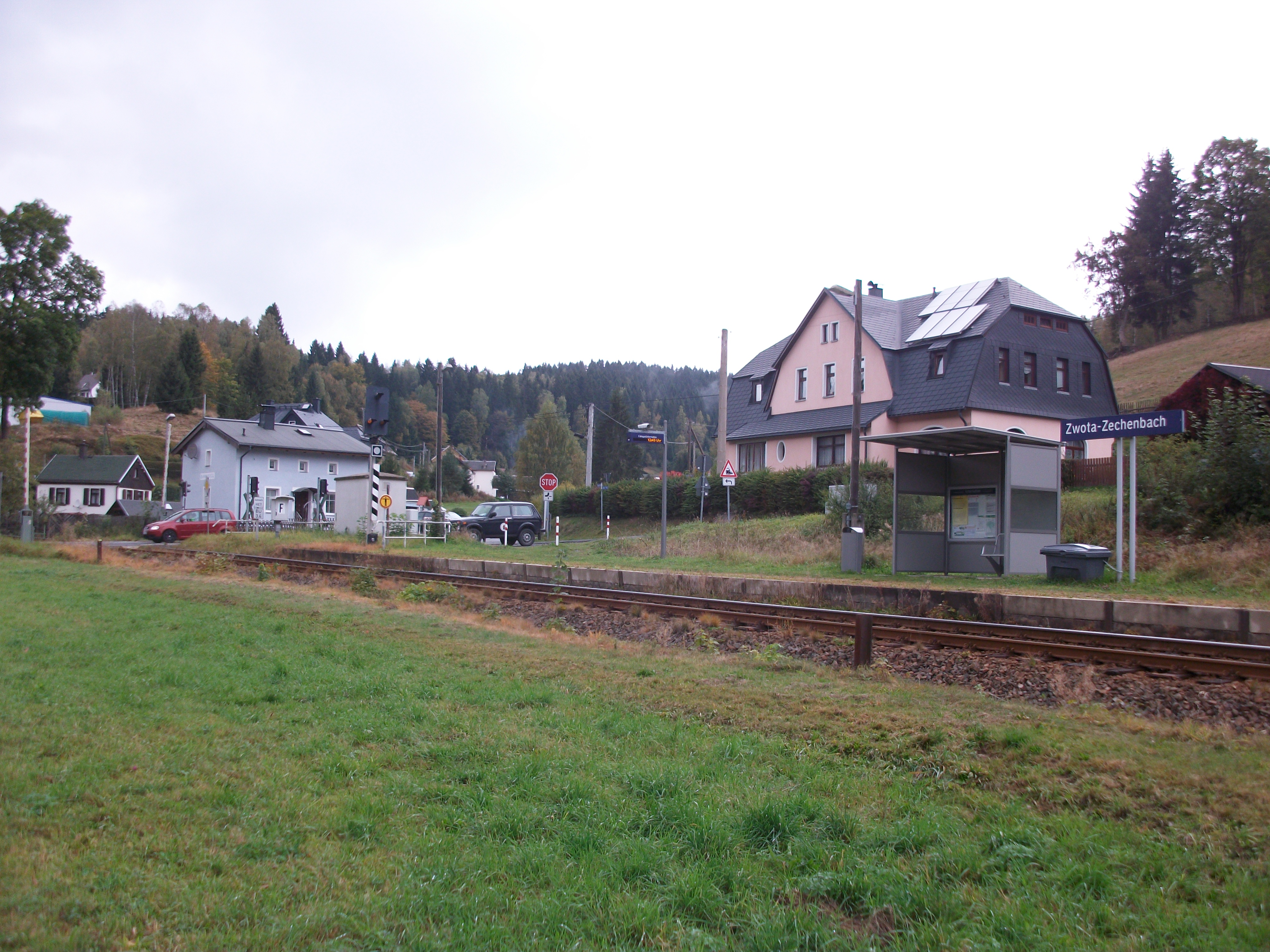
Zwota-Zechenbach
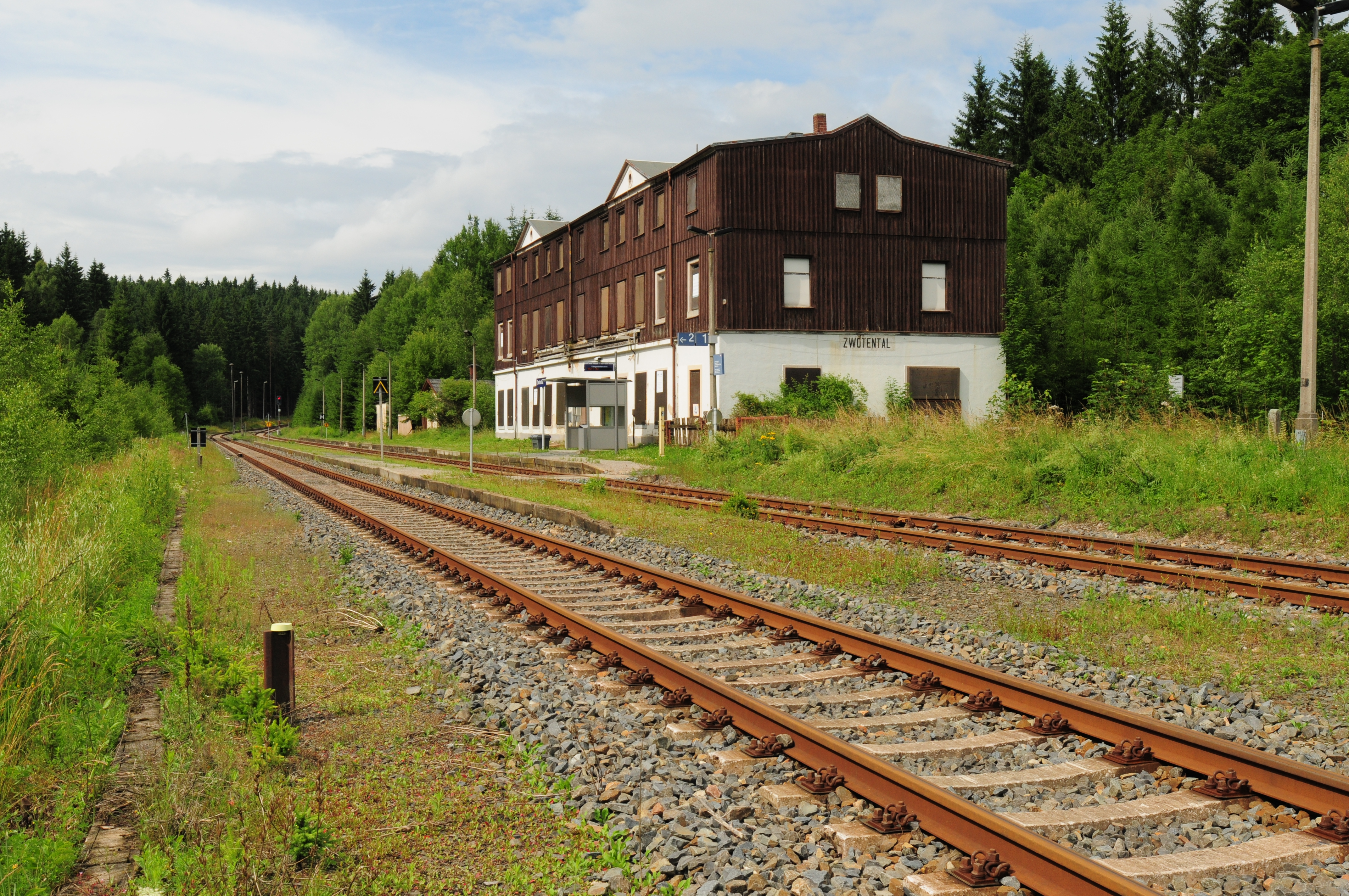
Zwotental

## Navazující tratě

### Sokolov
- Trať 140 (Chomutov – Karlovy Vary – Sokolov – Cheb)